# Baxterley
Baxterley est un village et une paroisse civile du Warwickshire, en Angleterre.

## Toponymie
Baxterley est un toponyme d'origine vieil-anglaise. Il désigne une clairière au milieu des bois (lēah) appartenant à un boulanger (bæcestre). Il est attesté pour la première fois vers 1170 sous la forme Basterleia.

## Géographie
Baxterley est un village du Warwickshire, un comté des Midlands de l'Ouest. Il se situe dans le nord de ce comté, à 3 km à l'ouest d'Atherstone et à une douzaine de kilomètres au sud-est du centre-ville de Tamworth.
Au Moyen Âge, Baxterley relève du hundred de Hemlingford (en). Après l'abandon du système des hundreds, il est rattaché au district rural d'Atherstone (en) de 1894 à 1974, puis enfin au district non métropolitain du North Warwickshire depuis 1974.
Pour les élections à la Chambre des communes, Baxterley appartient à la circonscription de North Warwickshire.

## Histoire
Le manoir de Baxterley n'est pas cité dans le Domesday Book. Il est partagé entre deux tenanciers au XIIIe siècle, dont l'un est l'abbaye de Merevale. Après la dissolution des monastères, au XVIe siècle, les biens de l'abbaye sont acquis par le baron Walter Devereux. L'autre moitié du manoir se transmet et se divise entre plusieurs familles au fil des siècles. Il est acquis au milieu du XIXe siècle par la famille Dugdale, dont le chef porte le titre de baronnet Dugdale (en) depuis 1936.
Un gisement de charbon commence à être exploité en 1850 au nord du village, à la limite entre les paroisses de Baxterley et Baddesley Ensor. La mine de charbon de Baddesley reste en activité jusqu'en 1989. Son histoire est marquée par un grave accident en 1882, lorsqu'une explosion tue plusieurs dizaines de sauveteurs envoyés au secours de mineurs piégés par un incendie.

## Démographie
Au recensement de 2011, la paroisse civile de Baxterley comptait 328 habitants.
| Année | Population |
| ----- | ---------- |
| 1801  | 194        |
| 1811  | 194        |
| 1821  | 210        |
| 1831  | 189        |
| 1841  | 228        |
| 1851  | 216        |
| 1881  | 360        |
| 1891  | 350        |
| 1901  | 336        |
| 1911  | 393        |
| 1921  | 438        |
| 1931  | 408        |
| 1951  | 334        |
| 1961  | 422        |
| 2011  | 328        |

## Culture locale et patrimoine
L'église paroissiale de Baxterley n'a pas de dédicace connue. Sa partie la plus ancienne, le chancel, remonte au tout début du XIIIe siècle. La nef pourrait dater en partie du XIVe siècle, avec des ajouts au XVIe ou XVIIe siècle du côté occidental, mais le bâtiment a été en grande partie rénové vers 1875 et agrandi d'un porche, d'un collatéral au nord et d'une sacristie. C'est un monument classé de grade II depuis 1968.